# خسوف (رمان)
خسوف(به انگلیسی: Eclipse) سومین رمان از سری گرگ و میش است که توسط استفانی میر منتشر شد. داستان این کتاب درباره بلا سوان و عشقش ادوارد کالن است .کتاب از زبان بلا گفته میشود . داستان این،داستان روبه رویی با ویکتوریا است که برای کشتن بلا و کالن ها در حال ساخت ارتش خواناشامی است. داستان این کتاب بعد از ماه نو و قبل از سپیده‌دم اتفاق می‌افتد. این کتاب با تیتراژ یک میلیون نسخه در ۷ اوت ۲۰۰۷ منتشر شد، و در بیست‌وچهار ساعت اولش ۱۵۰٬۰۰۰ نسخه فروش رفت.
از روی این کتاب فیلم گرگ و میش: خسوف ساخته شده‌است.

## داستان
داستان این کتاب از زمانی آغاز می‌گردد که بلا سوان در نزدیکی فارغ‌التحصیلی است و قرار است بعد از پایان فارغ‌التحصیلی تبدیل به خون‌آشام شود و با ادوارد کالن ازدواج کند و از طرفی هم ویکتوریا در سیاتل با تبدیل کردن مردم عادی به خون‌آشام در حال ایجاد یک لشکر خون‌آشامی برای کشتن ادوارد و عشق وی —بلا— است.